# Église Notre-Dame-de-la-Jonquière de Lisle-sur-Tarn
 (décembre 2011).
Si vous disposez d'ouvrages ou d'articles de référence ou si vous connaissez des sites web de qualité traitant du thème abordé ici, merci de compléter l'article en donnant les références utiles à sa vérifiabilité et en les liant à la section « Notes et références ».
L'église Notre-Dame-de-la-Jonquière de Lisle-sur-Tarn est une église catholique située dans la commune de Lisle-sur-Tarn dans le département du Tarn en France.
L'église a été classée monument historique le 12 juillet 1886.

## Historique
Au printemps 1992, les tableaux du chœurs ont été entièrement rénovés.
En 2009, à l’occasion de Lisle-sur-Tarn 1229-2009 qui marque le 780e anniversaire de la fondation de Lisle-sur-Tarn, l'Association Lisle je t'aime a organisé une visite commentée de l’église Notre-Dame-de-la Jonquière.